# Villa Santa Maria
Villa Santa Maria est une commune de la province de Chieti dans la région Abruzzes en Italie.

## Administration
| Période                                  | Période  | Identité                | Étiquette | Qualité |
| ---------------------------------------- | -------- | ----------------------- | --------- | ------- |
| 30 mai 2006                              | En cours | Francescopaolo Falconio |           |         |
| Les données manquantes sont à compléter. |          |                         |           |         |

### Hameaux
Montebello, Villa Santa Maria Stazione, I Pagliai, Contrada Madonna in Basilica 

### Communes limitrophes
Atessa, Bomba, Borrello, Colledimezzo, Fallo, Montebello sul Sangro, Monteferrante, Montelapiano, Pennadomo, Pietraferrazzana, Roio del Sangro, Rosello

## Personnalités
- Niccolò Caracciolo (1658-1728), cardinal, nonce apostolique (en) dans le grand-duché de Toscane, archevêque de Capoue